# Fenrisløbet
Fenrisløbet er et natløb for spejdere i Det Danske Spejderkorps, som afholdes i slutningen af november måned. Løbet foregår et nyt sted hvert år, men altid et sted i trekantsområdet i Jylland.
Løbet har eksisteret siden starten af 90'erne og var oprindeligt et natløb for de ældste spejdere i den daværende Trianguli Division. Sidenhen er løbet blevet åbnet for tropspejdere fra hele landet.
Efter Triangulis nedlæggelse i 2001 overtog Jan Knudsen ledelsen og stod herefter i spidsen for løbet til og med 2006. Fra 2007 blev løbsledelsen ændret til et team.
Løbet har typisk en pointgivende foropgave, som skal løses inden start. Selve løbet består af en række udfordrende poster, der tester deltagernes færdigheder, udholdenhed og samarbejdsevne

## Tidligere løb
| År   | Tema                                   | Område     | Foropgave                        | Vindere              |
| ---- | -------------------------------------- | ---------- | -------------------------------- | -------------------- |
| 2010 | ?                                      | Horsens    | ?                                | Erik menved, Horsens |
| 2009 | Middelalder                            | Horsens    | Banner med patruljen våbenskjold | Beisa, Rasmus Rask   |
| 2008 | Danmark bliver overtaget af exdiktator | Middelfart | Drop boks                        | Linux, Brejning      |
| 2007 | Bluepeace                              | Fredericia | Reagensglas beholder             | Ouzo, Brejning       |